# Расторжение брака (книга)
«Расторже́ние бра́ка» (англ. The Great Divorce) — книга британского писателя и богослова К. С. Льюиса, в которой он описывает своё видение христианской концепции рая и ада.
Рабочее название книги было «Кто идёт домой?», но окончательная его версия была изменена по настоянию издателя. Название отсылает нас к поэме Уильяма Блейка «Бракосочетание рая и ада». «Расторжение брака» было впервые издано в 1944 и 1945 годах в английской газете «The Guardian» как серийное издание. Позже, в форме книги.

## Сюжет
Рассказчик необъяснимым образом попадает в угрюмый, безрадостный город, который одновременно может быть адом и чистилищем в зависимости от того, сколько времени там находиться. Через какое-то время он находит автобус для тех, кто желает отправиться на экскурсию в некое место (которое в итоге оказывается предгорьем рая). Он садится в автобус и там беседует с пассажирами, которые едут вместе с ним. Когда автобус достигает пункта своего назначения, все пассажиры автобуса, включая рассказчика, оказываются призраками. Хотя место, в которое они прибыли, прекрасней всего, что они видели, каждая деталь окружающей природы (включая брызги воды и травинки) невероятно тверда по сравнению с ними: из-за этого им больно гулять по траве. Даже маленький листик оказывается настолько тяжелым, что его едва можно поднять.
К ним приближаются сияющие фигуры — мужчины и женщины, которых они знали на земле, для того, чтобы встретить их и убедить их покаяться и войти непосредственно в рай. Они обещают, что призраки, продвигаясь дальше и выше, станут более плотными и их нынешние ощущение дискомфорта исчезнет. Эти фигуры, которые автор называет «духами», разделяются между призраками, чтобы помочь им достичь гор и увидеть восход солнца.
Почти все призраки выбирают возвращение в серый город, выдумывая различные оправдания и причины отказа. Художник отказывается, аргументируя это тем, что должен сохранить репутацию его школы рисования; циник утверждает, что небеса это всего лишь трюк; задира («бугай») оскорблен, что здесь есть люди, которых он считает хуже себя; ноющая жена злится из-за того, что ей не разрешают взять опеку над мужем, который уже на небесах.
Рассказчик, которого встречает писатель Джордж Макдональд, уподобляется Данте, встретившему Вергилия в «Божественной комедии». Макдональд становится его наставником и путеводителем в его путешествии, как Вергилий стал для Данте. По словам Макдональда пока есть возможность покинуть ад и войти в рай, можно обратиться (покаяться); или, как говорит об этом Льюис, принять непрестанную радость.
Отвечая на вопрос рассказчика, Макдональд подтверждает, что все происходящее — сон. Использование образа шахмат а также соответствие элементов сна, а также деталей путешествия рассказчика отсылает нас к книгам «Приключения Алисы в Стране Чудес» и «Алиса в Зазеркалье».
Рассказчик обнаруживает, что угнетающий серый город и его призрачные обитатели чрезвычайно малы и практически невидимы по сравнению с реальностью и безграничностью небес. Ближе к концу он описывает ужас и агонию призраков в момент восхода солнца, сравнивая солнечные лучи с тяжелыми камнями, которые уничтожают его призрачное тело (в этот момент его будят упавшие на него книги). Это параллель с персонажем книги Джона Баньяна «Путешествие Пилигрима» — человеком, который видит во сне судный день. Конец книги, в котором рассказчик просыпается и оказывается в неприветливой реальности войны в Британии, намеренно имитирует последнее предложение «Путешествия Пилигрима»: «И я проснулся, и вот, всё это было одно сновидение».

## Театральные постановки
Оригинальная постановка «Расторжения брака» филадельфийского драматурга и актера Энтони Лоутон была несколько раз поставлена Lantern Theater Company, включая недельную премьеру в феврале 2012 года. Повесть также была адаптирована Робертом Смитом в Lamb’s Players Theatre в Сан-Диего, Калифорния, в 2004 году, и была включена в их театральный сезон этого же года. Изначально Смит адаптировал её для конференции К. С. Льюиса в Оксфорде и Кембридже, Англия, перед тем как получить разрешение на включение её в свой театральный сезон.
В 2007 театр Magis представил свою постановку в off-Broadway run at Theatre 315 в Theatre District с музыкой композитора Элизабет Свадос, отмеченной наградами, и куклами Ральфа Ли. Высоко оценивший её в «Нью-Йорк Таймс» за фантазию, театральное мастерство, ловкость и смелость, театральный критик Нил назвал идею постановки провоцирующей на «глубокие размышления о духовных вещах». В последующие годы этот театр тесно сотрудничал с наследием К. С. Льюиса и создал постановки более чем для дюжины театральных коллективов, начиная от Эквадора и заканчивая Канадой. The Taproot Theatre в Сиэтле выбрал постановку Magis для открытия нового сезон в 2010 году и по многочисленным просьбам продлил её показ. Театр Pacific представил постановку Magis в своем театральном сезоне 2010—2011 годов.
В конце 2012 года, Движение за исполнительское искусство получило разрешение на создание сценической версии «Расторжения брака». Премьера постановки состоялась в Phoenix 14 декабря 2013 года, и продолжила гастроли по всей территории Соединенных Штатов в 2014 и 2015 годах.

## Экранизация
В 2010 году было объявлено, что компании Mpower Pictures и Beloved Pictures, в данный момент работают над экранизацией «Расторжения брака». Стивен Макивити будет руководить постановочной группой, а Н. Д. Уилсон напишет сценарий. Изначально премьера планировалась в 2013 году. По состоянию на 2024 год о прогрессе в подготовке фильма ничего неизвестно.